# 954 Li
954 Li è un asteroide della fascia principale del diametro medio di circa 58,03 km. Scoperto nel 1921, presenta un'orbita caratterizzata da un semiasse maggiore pari a 3,1369173 au e da un'eccentricità di 0,1672631, inclinata di 1,16545° rispetto all'eclittica.
Il suo nome è in onore di Lina Alstede Reinmuth, la moglie dello scopritore.